# Erioptera fuscodiscalis
Erioptera fuscodiscalis là một loài ruồi trong họ Limoniidae. Chúng phân bố ở vùng Tân nhiệt đới.